# Tricyphona debilis
Tricyphona debilis är en tvåvingeart som först beskrevs av Samuel Wendell Williston  1893.  Tricyphona debilis ingår i släktet Tricyphona och familjen hårögonharkrankar. Inga underarter finns listade i Catalogue of Life.